# Milena Rašić
Milena Rašić (en cirílico Милена Рашић; 25 de octubre de 1990) es una jugadora de voleibol profesional serbia. Juega para el equipo nacional de voleibol femenino de Serbia. Ha competido en los Juegos Olímpicos de Londres 2012. Mide 1,93 metros de alto. 

## Carrera
Rašić ganó la medalla de oro de la Liga de Campeones CEV 2016–17 con Vakıfbank S.K. cuando su equipo derrotó al italiano Imoco Volley Conegliano 3-0 y también fue galardonada como Mejor Bloqueador Medio. Ganó la medalla de bronce del Grand Prix de Voleibol de 2017 y el premio individual al Mejor Bloqueador Medio.

## Premios

### Premios individuales
- Grand Prix de Voleibol de 2011 - "Mejor atacante"
- Grand Prix de Voleibol de 2013 - "Mejor Bloqueador Medio"
- 2014–15 CEV Champions League - "Mejor medio bloqueador"
- Liga de voleibol femenino turco 2015–16 - "Mejores bloqueadores intermedios"
- Juegos Olímpicos de 2016 - "Mejor bloqueador del medio"
- Campeonato Mundial de Clubes de voleibol femenino de la FIVB de 2016 - "Mejor Bloqueador Medio"
- 2016–17 CEV Champions League - "Mejor medio bloqueador"
- Grand Prix de Voleibol de 2017 - "Mejor Bloqueador Medio"
- Liga de Campeones CEV 2017–18 - "Mejor Bloqueador Medio"
- Campeonato Mundial de Voleibol Femenino de 2018 - "Mejor Bloqueador Medio"
- Campeonato Mundial Femenino de Clubes de la FIVB de 2018 - "Mejor Bloqueador Medio"

### Clubs
- Liga de Campeones CEV 2016–17 - Campeón, con Vakıfbank S.K.
- Liga de Campeones CEV 2017–18 - Campeón, con VakıfBank
- Campeonato Mundial de Clubes de voleibol femenino de la FIVB de 2017 - Campeón, con VakıfBank
- Campeonato Mundial Femenino de Clubes de la FIVB de 2018 - Campeón, con VakıfBank
- Supercopa de Turquía 2017 - Campeón, con VakıfBank
- Liga turca 2017–18 - Campeón, con VakıfBank
- Liga turca 2018–19 - Campeón, con VakıfBank

## Galería

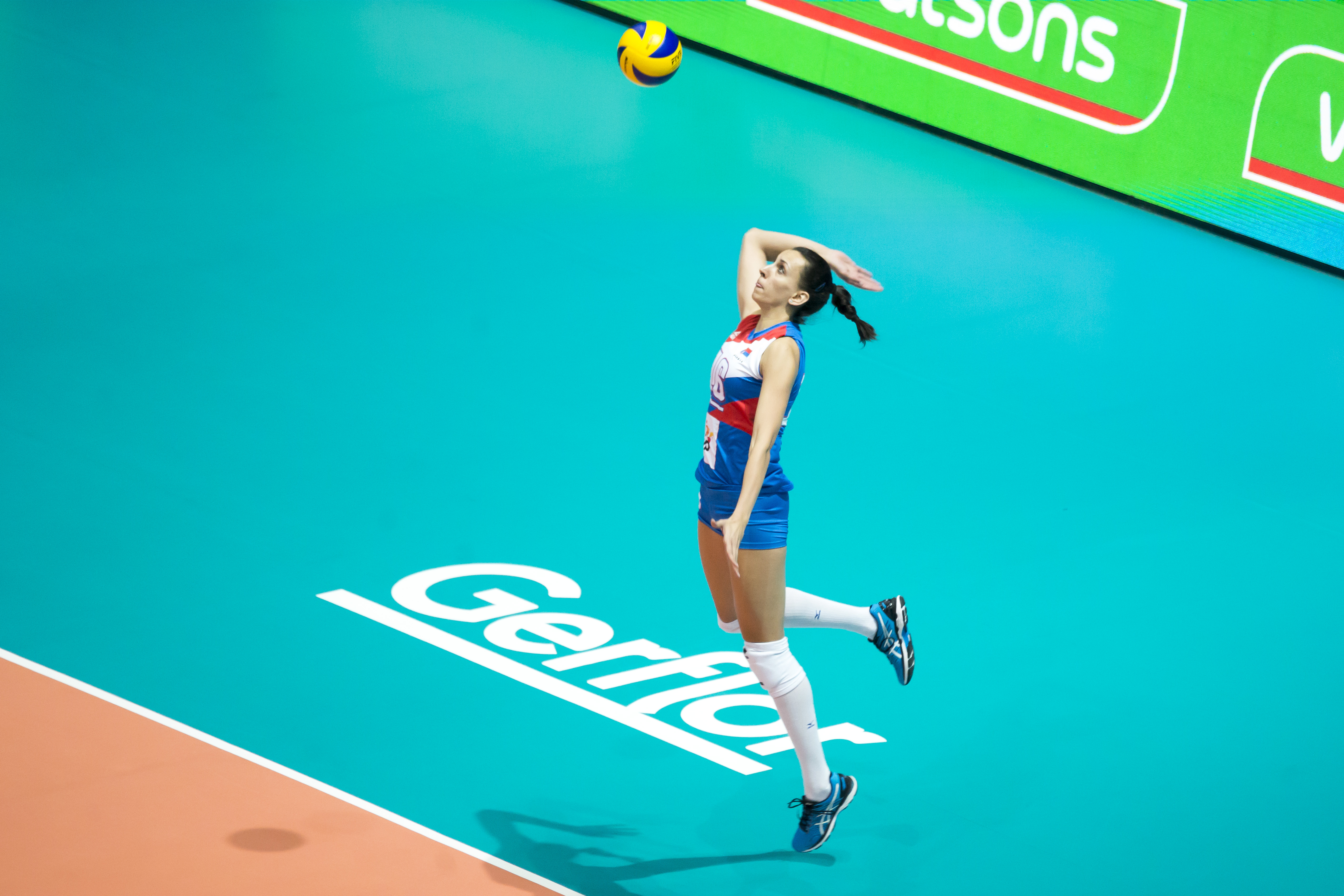
Milena Rašić al saque
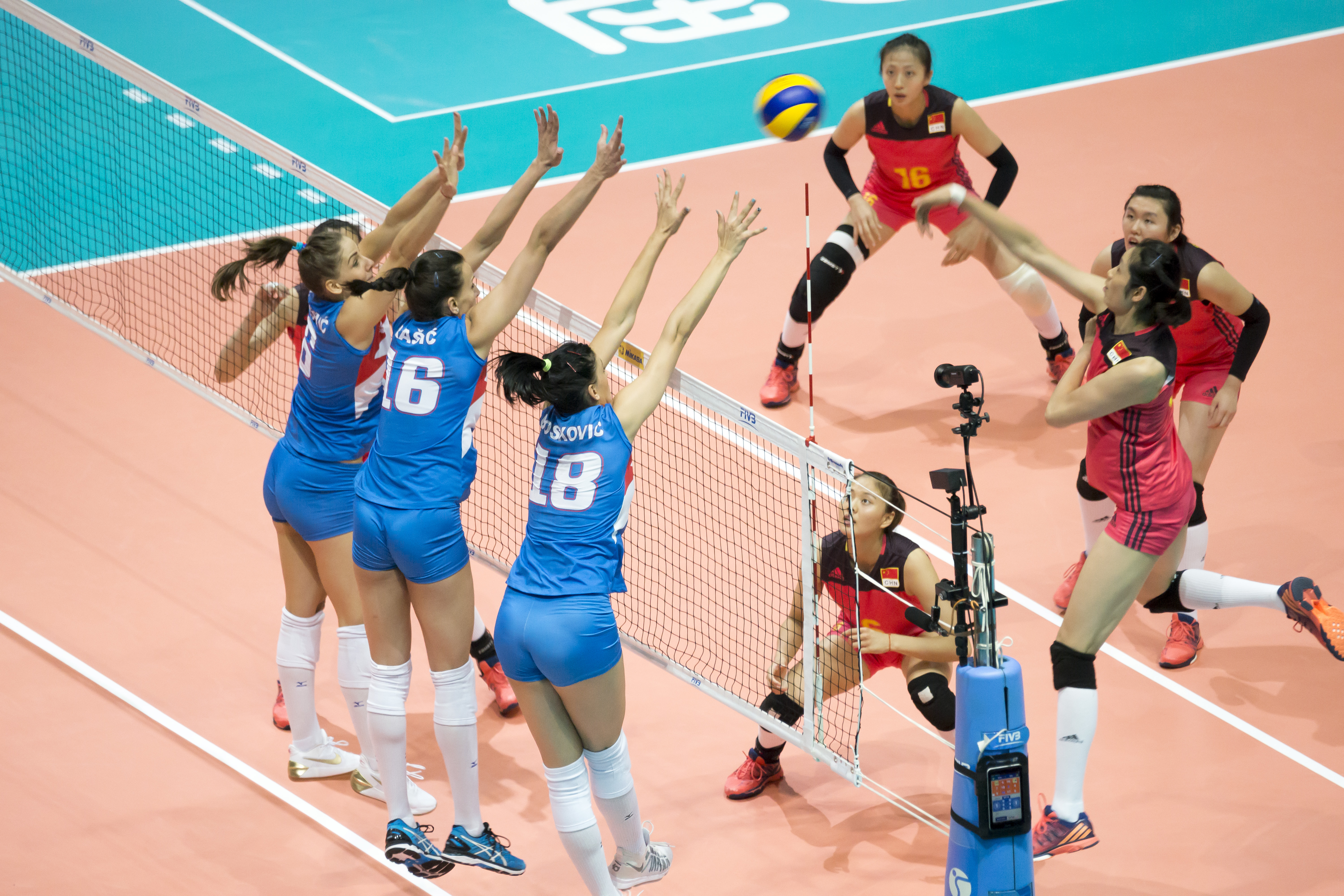
Triple bloqueo de Milena Rašić, Tijana Bošković y Tijana Malešević